# استخوان ضربدری (مجموعه تلویزیونی)
استخوان ضربدری (انگلیسی: Crossbones) سریال آمریکایی است که از ان‌بی‌سی پخش شد.